# سبيح أسفل-حصن مشدل

تعديل مصدري - تعديل

سبيح اسفل-حصن مشدل هي إحدى قرى عزلة سباح بمديرية سباح التابعة لمحافظة أبين، بلغ تعداد سكانها 46 نسمة حسب تعداد اليمن لعام 2004.